# Rudolf Borissowitsch Barschai

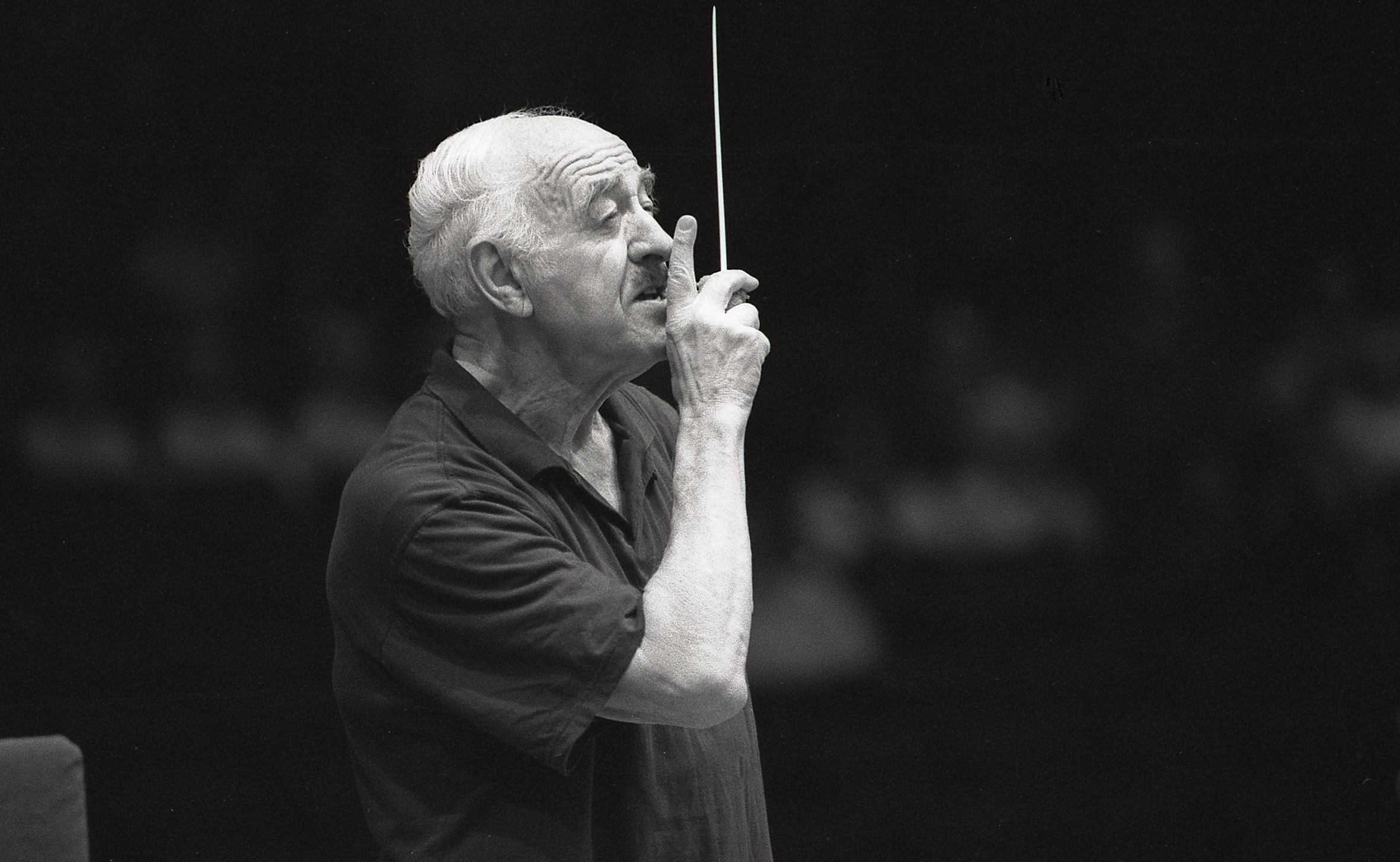
Rudolf Barschai in Dresden (1996)

Rudolf Borissowitsch Barschai (russisch Рудольф Борисович Баршай, oft auch in der englischen Transkription Barshai; * 28. September 1924 in der Staniza Labinskaja, RSFSR; † 2. November 2010 in Basel) war ein russischer Dirigent und Bratschist.

## Werdegang
Barschai studierte zunächst Geige, dann Bratsche am Moskauer Konservatorium bei den Professoren Lew Zeitlin und Wadim Borissowski. Bei Dmitri Schostakowitsch erhielt er Kompositionsunterricht und musizierte zusammen mit ihm. Bei Ilja Musin studierte er Theorie und Praxis des Dirigierens.
Als Bratschist konzertierte Barschai sowohl als Solist als auch zusammen mit Swjatoslaw Richter und David Oistrach, zusammen mit Mstislaw Rostropowitsch und Leonid Kogan bildete er ein Trio. Barschai gewann zahlreiche sowjetische und internationale Wettbewerbe.
1945 war Barschai Gründungsmitglied des Borodin-Quartetts, das er 1953 wieder verließ.
Unter dem Eindruck der Konzerte des Kammerorchesters Wilhelm Stross, das 1955 im Zuge des historischen Staatsbesuchs von Konrad Adenauer als erstes Orchesterensemble nach dem Krieg in der Sowjetunion auftrat und dort Triumphe feierte, gründete Barschai das Moskauer Kammerorchester, das wie das Stross’sche Orchester „im Stehen“ spielte. Er blieb dessen Dirigent und Leiter bis zu seiner Emigration nach Israel 1977. Dort war er Leiter des Israel Chamber Orchestra, danach Dirigent des Bournemouth Symphony Orchestra (1982–1986). Seither lebte er in der Schweiz. Barschai dirigierte viele namhafte Orchester, unter ihnen das Vancouver Symphony Orchestra, das London Symphony Orchestra, das Royal Philharmonic Orchestra, das WDR Sinfonieorchester Köln, das Rundfunk-Sinfonieorchester Saarbrücken, Orchester in Stuttgart, Houston, Miami, Cincinnati und viele andere.
Barschai wurde berühmt als Interpret und durch seine Transkriptionen der Musik von Dmitri Schostakowitsch und Sergei Prokofjew ebenso wie durch seine Dirigate der Musik von Gustav Mahler und Schostakowitsch. Viele seiner Aufnahmen gewannen internationale Preise. Mit der vom Komponisten autorisierten Instrumentierung des 8. Streichquartetts von Schostakowitsch für Kammerorchester schrieb er Musikgeschichte. Das Stück wurde vom Komponisten als Opus 110a in sein Werkverzeichnis aufgenommen.
Seit Ende der 1950er Jahre beschäftigte er sich mit der in Skizzen vorliegen 10. Sinfonie von Gustav Mahler. Am 12. September 2001 brachte er seine rekonstruierte Fassung mit der Jungen Deutschen Philharmonie zur Uraufführung; sie wurde bei der Universal Edition veröffentlicht.
In seinen letzten Lebensjahren lebte Barschai mit seiner vierten Ehefrau Helena in Ramlinsburg in der Schweiz, wo er auch bestattet wurde.

## Erinnerungen
- 2012 erschien der biografische Film The Note, der 2010 von Oleg Dorman gedreht worden war. Ein gleichnamiges Buch wurde 2013 veröffentlicht.
- 2015 gab das britische Label ICA Classics eine 20 CDs umfassende Box namens A Tribute to Rudolf Barshai heraus.[4]